# Rita Malinkiewicz
Rita Malinkiewicz (ur. 28 marca 1995) – polska kolarka specjalizująca się głównie w kolarstwie górskim. Uczestniczka mistrzostw świata w maratonie MTB (2017), a także mistrzostw świata (2016) i Europy (2015 i 2016) młodzieżowców oraz mistrzostw świata juniorów (2012 i 2013) w cross-country. Medalistka mistrzostw Polski w kolarstwie górskim.
W 2017 brała udział w mistrzostwach świata w maratonie MTB, jednak nie ukończyła rywalizacji. Startowała też kilkukrotnie w międzynarodowych imprezach rangi mistrzowskiej w młodszych kategoriach wiekowych w cross-country. W 2016 nie ukończyła rywalizacji młodzieżowców na mistrzostwach świata, a w mistrzostwach Europy w tej samej kategorii zajęła 15. lokatę. W 2015 w tej samej kategorii była 20. w europejskim czempionacie. Z kolei w rywalizacji juniorów w 2013 zajęła 21. pozycję, a w 2012 37. miejsce. Ponadto kilkukrotnie startowała w zawodach Pucharu Świata w kolarstwie górskim w kategoriach juniora i młodzieżowca (do lat 23) w cross-country, najlepszy wynik notując w sierpniu 2015 w Val di Sole, gdzie była 29. w rywalizacji młodzieżowców.
Malinkiewicz dwukrotnie zdobywała medale seniorskich mistrzostw Polski w kolarstwie górskim – w 2014 zdobyła srebro w maratonie, a w 2016 brąz w sprincie. Stawała również na podium mistrzostw kraju w kolarstwie górskim w młodszych kategoriach wiekowych w cross-country – w 2013 została mistrzynią Polski juniorek, a w 2011 zdobyła brązowy medal mistrzostw Polski juniorek młodszych.
1 czerwca 2020 w Wilkowicach doznała poważnych obrażeń w wypadku, w którym, wspólnie z drugą kolarką, uległa czołowemu zderzeniu z samochodem osobowym.